# Wendell Cushing Neville
Wendell Cushing Neville (sinh ngày 12 tháng 5 năm 1870 - mất ngày 8 tháng 7 năm 1930) là thiếu tướng binh chủng thủy quân lục chiến Hoa Kỳ và là tư lệnh thủy quân lục chiến Hoa Kỳ thứ 14 từ năm 1929 đến năm 1930. Ông nhận được Huân chương Danh dự Hoa Kỳ. Ông qua đời vào năm 1930 và được chôn cất tại Nghĩa trang Quốc gia Arlington.

## Tư liệu
- United States Marine Corps History Division. “Major General Wendell C. Neville”. Who's Who in Marine Corps History. United States Marine Corps. Bản gốc lưu trữ ngày 15 tháng 6 năm 2011. Truy cập ngày 7 tháng 2 năm 2009.
- Allan Reed Millett and Jack Shulimson biên tập (2004). Commandants of the Marine Corps. Annapolis, Maryland: Naval Institute Press. tr. 214–223. ISBN 978-0-87021-012-9.
- Lelle, SgtMaj John E. (1988). The Brevet Medal. Quest Publishing Co. ISBN 0-915779-02-1.
- “Marine Corps Officers: 1798 to 1900”. Naval Historical Center. ngày 6 tháng 4 năm 2006. Bản gốc lưu trữ ngày 23 tháng 6 năm 2006. Truy cập ngày 4 tháng 11 năm 2007.
- Edward S. Haynes (1972). “The United States Marine Corps Brevet Medal and Its Recipients”. The Collector. 23 (5). |ngày truy cập= cần |url= (trợ giúp)
- Wendell Cushing Neville, Claim to Fame: Medal of Honor recipients tại Find a Grave
- “LtCol Wendell Cushing Neville, Medal of Honor, 1914, 2d Reg Marines, Vera Cruz”. Medal of Honor recipient. United States Marine Corps.
- “Wendell Cushing Neville, Major General, United States Marine Corps”. Arlington National Cemetery. Truy cập ngày 3 tháng 6 năm 2006.